# The Tatum Group Masterpieces Vol. 5

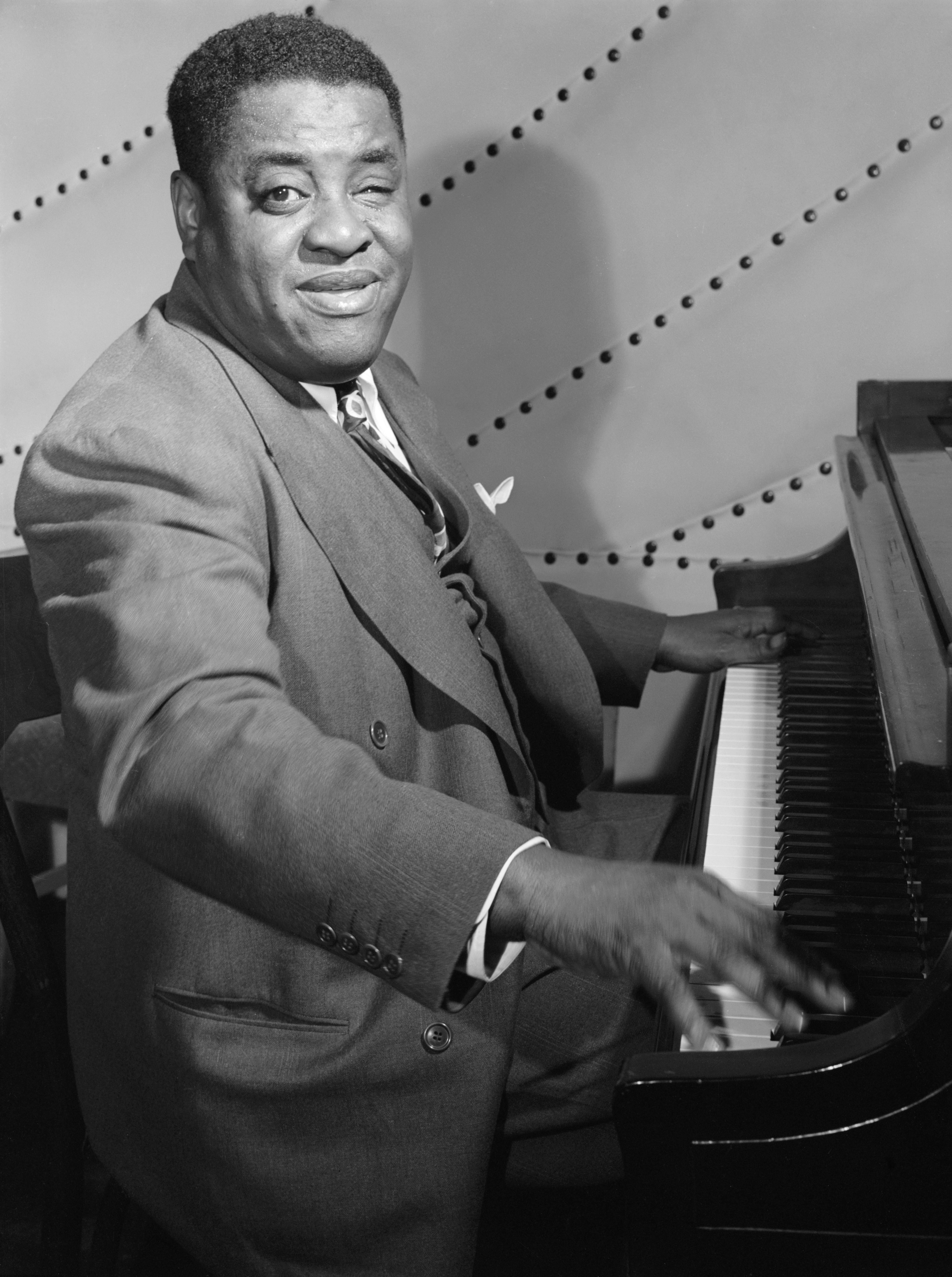
Art Tatum, Vogue Room, NYC, 1948.
Fotografie von William P. Gottlieb.

The Tatum Group Masterpieces Vol. 5 ist ein Jazz-Album des Art-Tatum-Sextetts mit Lionel Hampton, aufgenommen in Los Angeles am 7. September 1955. Nach ersten Ausgaben unter Hamptons Namen wurde die Session mit dem heutigen Titel 1975 auf Pablo Records veröffentlicht.

## Das Album
Art Tatums Sextett mit Lionel Hampton, Harry „Sweets“ Edison, Barney Kessel, Red Callender und Buddy Rich war vom personellen Umfang her eine der größten Gruppen, mit denen der Pianist gearbeitet hatte, der ansonsten zumeist ohne Begleitmusiker bzw. im Trio-Format spielte.
Zwischen 1953 und Tatums Tod 1956 nahm Norman Granz eine Reihe von Sessions mit ihm auf; neben der für ihn üblichen Solo- und Trio-Besetzung (aus Bass bzw. Gitarre und Schlagzeug) umgab er den Pianisten auch mit Musikern wie Benny Carter (Vol. 1), Roy Eldridge (Vol. 2), Buddy DeFranco (Vol. 7) oder Ben Webster (Vol. 8).
Das Sextett spielte bei dieser Session ein Programm aus Blues-orientierten Eigenkompositionen der Musiker, wie den Verve Blues, mit Hampton als Blues-Vokalisten (Take Me Back Baby, Drive Me One More Time) und Plaid, sowie vier Jazzstandards, Kurt Weills September Song, George Gershwins Somebody Loves Me, Peter DeRoses Deep Purple und Cole Porters Klassiker What Is This Thing Called Love?.

## Editorische Hinweise
Ein Teil der Aufnahmen dieser Session erschien zunächst auf Granz’ Label Norgran unter dem Titel Lionel Hampton's Jazz Giants als EP (Norgran MGN 1080); als Single erschienen bei Norgan unter Hamptons Namen die Kurzfassung des September Song, gekoppelt mit The High And The Mighty (Norgran 150). Erweitert erschien auf Verve Records dann die LP Lionel Hampton & His Giants (Verve MGV 8170), bevor Granz sie schließlich auf der Pablo-LP 1975 als The Tatum Group Masterpieces Vol. 5 – Art Tatum-Lionel Hampton-Harry Edison-Buddy Rich-Red Callender-Barney Kessel betitelte (Pablo 2310-731). Die 1990 erschienene und bei Fantasy Records remasterte Ausgabe enthielt unter diesem Titel (Pablo PACD 2405-428-2) alle Stücke der Session, samt einem Alternate Take von What Is This Thing Called Love?.
Eine nochmals erweiterte Edition der Session erschien in den 2000er Jahren als The Legendary 1955 Session auf Fresh Sound Records (EJC55409); sie enthält eine Trio-Version von What Is This Thing Called Love vom 1. August, den Trio Blues (Tatum mit Red Callender und Jo Jones) vom 26. Januar 1956 und den September Song in einer Trioversion Tatums mit Everett Barksdale und Slam Stewart vom 20. Dezember 1952.

## Rezension
Scott Yanow bewertete das Album in Allmusic mit 4½ Sternen und konstatierte: „Their treatment of blues and standards is as exciting as one would expect from this all-star lineup.“
Die Kritiker Richard Cook und Brian Morton verliehen dem Album im Penguin Guide to Jazz 3½ (von vier) Sternen; einschränkend bemerkten sie, dass die Sextett-Session – verglichen mit den weiteren Ensemble-Sessions Tatums für Norman Granz – „vergleichsweise schwach“ sei.

## Liste der Titel
- Art Tatum – The Tatum Group Masterpieces, Vol. 5 (Pablo PACD 2405-428-2)

1. Verve Blues (Edison, Hampton, Tatum) – 12:47
2. Plaid (Edison, Hampton, Tatum) – 6:41
3. Somebody Loves Me (Buddy DeSylva, Gershwin, MacDonald) – 7:14
4. September Song (Anderson, Weill) – 7:05
5. Deep Purple (DeRose, Mitchell Parish) – 8:02
6. September Song [78 RPM Single Version] (Anderson, Weill) – 2:39
7. What Is This Thing Called Love? (Porter) – 7:41
8. What Is This Thing Called Love? [alternate take] (Porter) – 7:51